# Джером Керн
Дже́ром Де́від Керн (англ. Jerome David Kern; 27 січня 1885, Мангеттен, Нью-Йорк — 11 листопада 1945, Нью-Йорк) — американський композитор, автор понад 700 пісень та низки популярних оперет. Його кращі твори, зокрема оперета «Театр на плаву» (англ. «Show Boat»), стали класикою американського джазу.

## Біографія
Джером Керн народився на острові Мангеттен (Нью-Йорк), у єврейській сім'ї емігрантів з Богемії. За сімейною легендою, йому дали ім'я Джером на честь розташованого неподалік від помешкання Джером-парку. Батько Керна тримав конюшню, згодом став торгувати музичними інструментами та аксесуарами до них. Він хотів і сина долучити до бізнесу, однак Джером обрав інший шлях. Він проявив здібності до музики, і його мати, що була досвідченим фортепіанним виконавцем і вчителем, навчила його грі на фортепіано та органі.
У 1897 році сім'я перебралася до Ньюарка (штат Нью-Джерсі), де Керн відвідував Ньюаркську середню школу (яка у 1907 році стала Баррінгерською середньою школою — англ. Barringer High School). Він написав перші пісні для шкільного музичного концерту (менестрель-шоу) у 1901, а також для любительської музичної адаптації «Хатини дядька Тома», яка була поставлена у яхт-клубі Ньюарка в січні 1902. Керн навесні 1902 року покинув середню школу до закінчення навчання, будучи на старшому курсі. Батько Керна і далі наполягав на тому, щоб його син працював з ним у бізнесі, а не займався композиторською діяльністю. Джерому, однак, не вдалося впоратися з одним із перших завдань: він повинен був придбати два піаніно для магазину, але замість цього він замовив 200. Батько зрештою змирився. Згодом, у 1902 році Керн стає студентом Нью-Йоркського коледжу музики, вивчає фортепіано під керівництвом Олександра Ламберта та Паоло Галліко і гармонію у доктора Остіна Пірса. Його першу композицію, фортепіанну п'єсу, що мала назву «At the Casino» було опубліковано того ж року.
У період з 1903 по 1905 рік він продовжував музичне навчання у приватних викладачів у Гейдельберзі (Німеччина) й повернувся до Нью-Йорка через Лондон. Якийсь час Керн працював репетиційним піаністом в театрах Бродвею та як пісенний демонстратор у музичному видавництві «Тін Пен Еллі». Створені ним у той час музичні номери для лондонських театрів мали успіх.
1910: одружився з Євою Ліл (англ. Eva Leale), у них народилась дочка. Незабаром Керн повертається до Нью-Йорка, працює театральним піаністом. Окремі пісні, написані Керном у 1910-х роках, стають популярними.
1915: Керн спізнюється на пароплав «Лузітанія», який мав доставити його до Лондона. Це рятує йому життя.
До кінця 1920-х років Керн стає відомим театральним композитором, на Бродвеї сцену побачили 16 його мюзиклів і шоу.
1925: Керн знайомиться з відомим лібретистом і продюсером Оскаром Гаммерштейном II; з цього моменту розпочинається їхня багатолітня дружба та співробітництво.

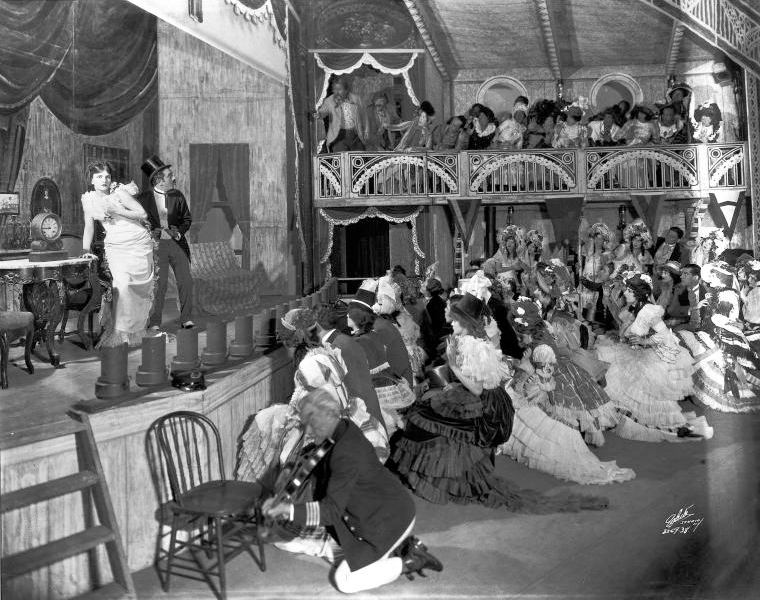
Сцена з вистави «Театр на плаву» на Бродвеї (1928)

1927: Керн і Гаммерштейн створюють гордість американського мюзиклу, оперету «Театр на плаву» (англ. «Showboat»). Це був найкращий твір Керна, його постановки відбуваються і в наш час. «Пісня про Міссісіпі» (англ. «Ol' Man River») з цієї оперети стала народною, багато інших музичних номерів постійно виконуються кращими співаками США.
«Театр на плаву» було тричі екранізовано (востаннє — у 1951 році, з Кетрін Грейсон і Авою Гарднер).
Після грандіозного успіху «Театру на плаву» Керн укладає контракт з кінокомпанією Warner Bros. (1930) на створення звукових кіномюзиклів. Однак перший його фільм («Men of the Sky») був зустрінутий глядачами холодно і Керн знову повертається до театральної музики.
Новим успіхом стали мюзикли «Музика в ефірі» (англ. «Music in the Air», 1932) і «Роберта» (англ. «Roberta»), 1933). Перший є пам'ятним завдяки пісні «The Song Is You», а в другому звучить знаменитий «Smoke Gets In Your Eyes». «Роберту» було екранізовано у 1935 році, у фільмі головні ролі виконували Джинджер Роджерс та Фред Астер.

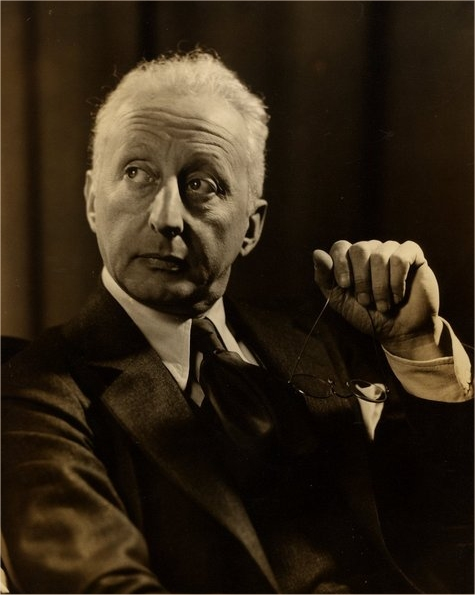
Джером Керн у 1934-му

Друга спроба звернення до музики для кіно відбувається у 1935 році й виявляється успішнішою. У 1936 році пісня Керна «The Way You Look Tonight» для фільму «Swing Time» (також за участю Джинджер Роджерс і Фреда Астера) отримала премію Оскара у номінації «за найкращу пісню». В цьому фільмі звучали й інші пісні Керна, серед них знаменита «A Fine Romance». Ще одного «Оскара» Керн отримав у воєнний 1941 рік за пісню «The Last Time I Saw Paris», вставлену у фільм «Lady Be Good» (хоч ця пісня була створена не для фільму).
Мюзикл «Very Warm for May» (1939) успіху не мав, однак додав у золотий фонд американської пісні один із шедеврів Керна: «All the Things You Are».
1939: після інфаркту Керн, за порадою лікарів, обмежується музикою для кіно як у меншій мірі виснажливим заняттям.
«Лебединою піснею» Керна стали два кіномюзикли 1944 року. Перший з них — «Дівчина з обкладинки» (англ. «Cover Girl») з Рітою Гейворт і Джином Келлі. Саме там прозвучала пісня «Long Ago (and Far Away)». Другим став «Не можу не співати» (англ. «Can't Help Singing») з Діною Дурбін.
5 листопада 1945 року в Нью-Йорку під час прогулянки наодинці Керн упав через втрату свідомості (як згодом вияснилось, причиною був інсульт). Документів у нього при собі не було, тому Керна поклали спочатку у безплатну лікарню на острові Велфер і лише через декілька днів, після того, як друзі його відшукали, перевели до іншого лікувального закладу. Оскар Гаммерштейн сидів біля Керна до останнього дня, однак композитор помер 11 листопада, так і не прийшовши до тями.
Керн похований на нью-йоркському цвинтарі Фернкліфф. В останню путь його проводжали всі знаменитості Голлівуду, некролог озвучив по радіо президент Гаррі Трумен.
Уже в наступному році кіностудія Metro-Goldwyn-Mayer випустила кіноверсію його життя «Поки пливуть хмари» (англ. «Till the Clouds Roll By»).

## Творчість

### 1904—1911
У приведених нижче спектаклях і ревю раннього періоду Керну належать лише окремі номери.
- Mr. Wix of Wickham (1904)
- The Catch of the Season (1905)
- The Earl and the Girl (1905)
- The Rich Mr. Hoggenheimer (1906)
- The Dairymaids (1907)
- The Girls of Gottenberg (1908) — пісня «I Can't Say That You're The Only One»
- Fluffy Ruffles (1908) — 8 з 10 пісень, у тому числі «Fluffly Ruffles»
- Kitty Grey (1909) — пісні «If The Girl Wants You (Never Mind the Color of Her Eyes)» та «Just Good Friends»
- King of Cadonia (1910)
- La Belle Paree (1911)
- Ziegfeld Follies of 1911 (1911) — пісня «I'm a Crazy Daffy-Dill (Daffydil)»

### 1912—1924
У цей період Керн уже пише музику переважно одноосібно.
- The Girl from Montmartre (1912)
- The «Mind-the-Paint» Girl (1912)
- The Red Petticoat (1912)
- Oh, I Say! (1913)
- When Claudia Smiles (1914)
- The Girl from Utah (1914) — п'ять пісень, разом «They Didn't Believe Me»
- 90 in the Shade (1915)
- Nobody Home (1915)
- Cousin Lucy (1915)
- Miss Information (1915)
- Very Good Eddie (1915, відновлено у 1975)
- Ziegfeld Follies of 1916 (1916) — «When the Lights Are Low», «My Lady of the Nile», «Ain't It Funny What a Difference Just a Few Drinks Make?»
- Have a Heart (1917)
- Love o' Mike (1917)
- Oh, Boy! (1917)
- Ziegfeld Follies of 1917 (1917) — «Because You Are Just You (Just Because You're You)»
- Leave It to Jane (1917, відновлено у 1958)
- Oh, Lady! Lady! (1918)
- Toot-Toot! (1918)
- Rock-a-Bye Baby (1918)
- Head Over Heels (1918)
- She's a Good Fellow (1919)
- The Night Boat (1920)
- Hitchy-Koo of 1920 (1920)
- Sally (1920, відновлено у 1923, 1948)

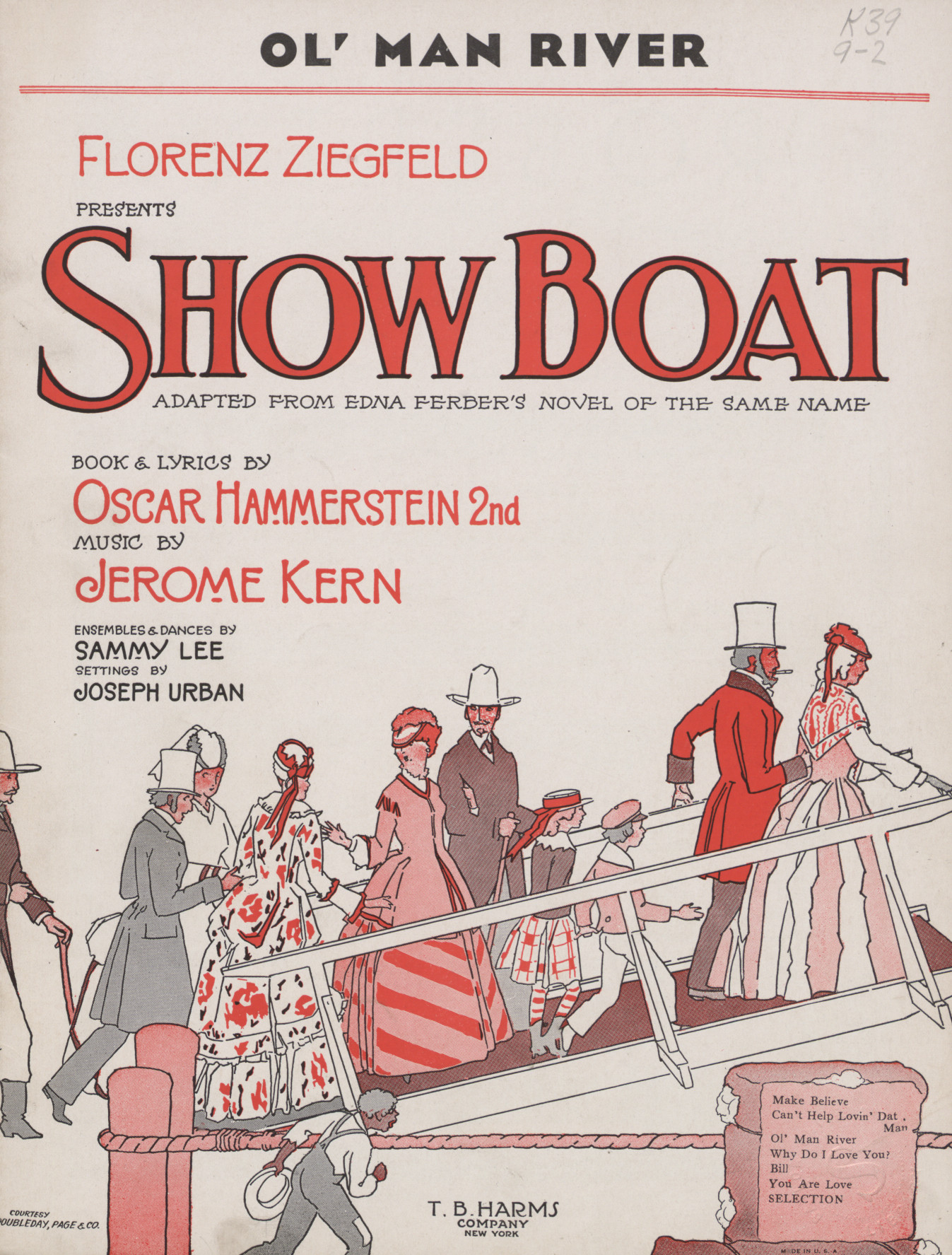
Оригінальні ноти 1927 року до пісні «Ol' Man River» із «Show Boat»

- Good Morning Dearie (1921)
- The Cabaret Girl (London 1922)
- The Bunch and Judy (1922)
- Stepping Stones (1923)
- Sitting Pretty (1924)
- Dear Sir (1924)

### 1925—1945
- Sunny (1925)
- The City Chap (1925) переробка The Cabaret Girl
- Criss Cross (1926)
- Lucky (1927) — у співавторстві
- «Театр на плаву» (Show Boat, 1927) — (2 пісні з 19 написані не Керном): постановка відновлювалась у 1932, 1946, 1954, 1961, 1966, 1976, 1983, 1994 роках
- Sweet Adeline (1929)
- The Cat and the Fiddle (1931) — у співавторстві
- Music in the Air (1932, відновлена у 1951)
- «Роберта» (Roberta, 1933)
- Mamba's Daughters (1939, відновлена у 1940)
- Very Warm for May (1939)